# Экатоммити
«Экатоммити» (итал. Ecatommiti; другие варианты названия — «Сто рассказов», «Сто сказаний») — сборник новелл итальянского писателя Чинцио Джиральди, опубликованный в 1565 году. Был популярен в ряде европейских стран в конце XVI — начале XVII века. Отдельные новеллы стали источниками сюжетного материала для Уильяма Шекспира (пьесы «Отелло» и «Мера за меру»), Мигеля де Сервантеса, Лопе де Веги.

## Содержание и судьба текста
«Экатоммити» представляет собой сборник новелл, построенный по образцу «Декамерона» Боккаччо. 10 римлян в 1527 году покидают город, взятый императорскими наёмниками, и отправляются на корабле в Марсель. Чтобы скоротать время в путешествии, они рассказывают друг другу разные истории.
Сборник увидел свет в 1565 году. Вскоре он был переведён на французский язык, 20 новелл вышли на испанском. «Экатоммити» имел большой успех у читателей, отдельные новеллы из этого сборника стали источниками сюжетного материала для произведений других писателей. На основе новеллы «Венецианский мавр» Уильям Шекспир написал трагедию «Отелло» (1604). Другие новеллы, разрабатывающие классический мотив «вор обманул вора», мог использовать Мигель де Сервантес в «Обманной свадьбе».

## Издания на русском языке
- Венецианский мавр // Зарубежная литература. Эпоха Возрождения. М: Просвещение, 1976. С. 135—145.
- Итальянская новелла Возрождения. М., 1964.